# 류나어우

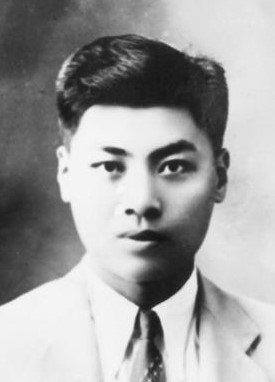
류나어우

류나어우(중국어 간체자: 刘呐鸥, 정체자: 劉吶鷗, 병음: Liú Nàōu, 본명: 류찬보(중국어 간체자: 刘灿波, 정체자: 劉燦波, 병음: Liú Cànbō), 1905년 9월 22일 ~ 1940년 9월 3일)는 타이완의 소설가, 영화 제작자이다.

## 생애
류나어우는 일본 제국의 식민 지배를 받고 있던 타이완 타이난시 류잉구에서 태어났으며 타이완에서 고등 교육 과정을 졸업했다. 일본 아오야마 가쿠인 대학에서 유학 생활을 하면서 일본 현대 문학을 접했고 서양의 모더니즘을 수용한 일본의 신감각파로부터 영향을 크게 받게 된다.
류나어우는 중국 상하이 전단 대학에 입학한 이후에 프랑스 문학을 전공하면서 신감각파의 선구자가 되었고 사람의 심리 분석, 인식의 흐름 수법을 비롯한 여러 모더니즘 기법을 사용한 소설을 발표했다. 특히 그는 현대적 정서를 이용하여 상하이의 도시 풍경과 생활 등을 실감나게 묘사하였다. 또한 중국에서 활동하던 여러 문인들과 어울리며 상하이 문단에서 문학 예술 활동을 시작하였다.
류나어우는 1928년 9월에 발행된 《무궤도 열차》 창간호에 모더니즘 소설인 〈유희〉를 발표했다. 1928년부터 1929년 사이에 창작한 〈시간에 무감각한 두 남자〉를 비롯한 모더니즘 소설 8편을 묶어 1930년 4월 소설집 《도시 풍경선》(都市 風景線)으로 간행하였다.
류나어우는 여러 해외 작품들을 번역하고 서점을 직접 경영하는 한편 소설, 평론 등을 발표하였다. 또한 중화전영공사(中華電影公司) 제작부 차장을 역임하면서 영화 제작에 참여했다. 류나어우는 잡지 발행에도 참여했지만 국민당의 압력으로 인해 10호도 내지 못한 채 중단되고 만다. 류나어우는 35세의 나이에 상하이에서 총살당했는데 국민당의 손에 의해 살해당했다는 기록이 전한다.